# 대한민국-아르메니아 관계
대한민국과 아르메니아는 1992년에 외교 관계 수립에 합의하였다.  양국은 아직 서로의 수도에 대사관을 설치하고 있지 않으며, 인접국 대사관이 겸임국 임무를 수행 중이다. 대한민국에서는 주러시아 대한민국 대사관이 아르메니아를 관할하며, 아르메니아에서는 주일본 아르메니아 대사관이 대한민국을 관할한다. 양국은 2022년 수교 30주년을 기념하였다. 2024년에는 대한민국 정부가 아르메니아에 대사관을 신규 설치하기로 결정하였으나 아직 진전은 없는 상태다.

## 연혁
- 1992년 외교관계 수립[6]

## 같이 보기
- 대한민국의 대외 관계
- 아르메니아의 대외 관계